# Chris Biotti
Chris Biotti (Waltham, Massachusetts, 1967. április 22. –) amerikai profi jégkorongozó védő.

## Karrier
Komolyabb junior karrierjét a Massachusettsbeli Belmont Hill középiskolában kezdte 1982-ben. A csapat az államok bajnokságában szerepelt. 1985-ig volt csapattag. Az 1985-ös NHL-drafton a Calgary Flames választotta ki az első kör 17. helyén. A National Hockey League-ben sosem játszott. 1985-ben Új-Anglia körzet bajnokai lettek ő pedig MVP. Meghívást kapott az 1985-ös U20-as jégkorong-világbajnokságra, ahol hatodikak lettek. A következő évben már bronzéremmel térhetett haza. Az 1987-es U20-as jégkorong-világbajnokságon negyedikek lettek. Az NHL-draft után a Harvard Egyetemre ment tanulni és játszani. Két év után 1987-ben elhagyta az egyetemet, hogy profi jégkorongozó legyen. Az IHL-es Salt Lake Golden Eaglesbe került. 1988-ban megnyerték a Turner-kupát, amit az IHL-bajnoka kapott. 1990-ben Olaszországba ment játszani a Brunico SG csapatába. 1993-ban vonult vissza a jégkorongtól. Befejezte a jogi egyetemet és ügyvéd lett.

## Karrier statisztika
| 1985–1986       | Harvard Egyetem         | ECAC            | 15  | 3  | 5  | 8  | 18  | —  | — | — | —  | —  |
| 1986–1987       | Harvard Egyetem         | ECAC            | 30  | 1  | 6  | 7  | 23  | —  | — | — | —  | —  |
| 1987–1988       | Salt Lake Golden Eagles | IHL             | 72  | 5  | 19 | 24 | 73  | 12 | 2 | 3 | 5  | 33 |
| 1988–1989       | Salt Lake Golden Eagles | IHL             | 57  | 6  | 14 | 20 | 44  | 12 | 3 | 4 | 7  | 16 |
| 1989–1990       | Salt Lake Golden Eagles | IHL             | 60  | 9  | 19 | 28 | 73  | 3  | 1 | 0 | 1  | 2  |
| 1990–1991       | Brunico SG              | Serie A         | 32  | 11 | 18 | 29 | 16  | —  | — | — | —  | —  |
| 1991–1992       | Brunico SG              | Serie A         | 18  | 6  | 18 | 24 | 8   | 7  | 2 | 2 | 4  | 7  |
| 1992–1993       | Brunico SG              | Seria A         | 11  | 2  | 1  | 3  | 10  | —  | — | — | —  | —  |
| IHL összesített | IHL összesített         | IHL összesített | 189 | 20 | 52 | 72 | 190 | 27 | 6 | 7 | 13 | 51 |